# Bloomfield Road
Bloomfield Road – stadion piłkarski znajdujący się w mieście Blackpool, Wielka Brytania. Został oddany do użytku w 1899. Od tego czasu swoje mecze na tym obiekcie rozgrywa zespół piłkarski Blackpool F.C. Po przebudowie obiektu w roku 2010 jego pojemność wynosi 16 007 miejsc. Rekordową frekwencję, wynoszącą 38 098 osób, odnotowano w 1955 roku podczas meczu ligowego pomiędzy drużyną gospodarzy a Wolverhampton Wanderers F.C.